# Huelma
Huelma és un municipi de la província de Jaén, amb 6.180 habitants segons dades del INE en 2005. La localitat de Solera va ser assimilada dins del municipi de Huelma el 1975, ja que fins llavors era un municipi independent. Part del seu terme municipal forma part del Parc Natural de Serra Mágina.

## Agermanaments
- Santa Coloma de Gramanet, España[2]